# Greg Bell
Pour les articles homonymes, voir Bell.
Gregory Curtis « Greg » Bell, né le 7 novembre 1930 à Terre Haute et mort le 25 janvier 2025, est un athlète américain spécialiste du saut en longueur, champion olympique en 1956.

## Carrière sportive
Étudiant à l'Université de l'Indiana, Greg Bell se révèle lors de la saison 1955 en réalisant la marque de 7,93 m lors des Championnats des États-Unis disputés à Boulder, en altitude. L'année suivante, il s'approche à plusieurs reprises du vieux record du monde de Jesse Owens (8,13 m) datant de 1935. Auteur de 8,09 m en octobre 1956, il remporte quelques jours plus tard la finale des Jeux olympiques de 1956 à Melbourne avec un bond mesuré à 7,83 m, malgré des conditions météorologiques défavorables. Bell devance largement son compatriote John Bennett et le Finlandais Jorma Valkama. 
Le 14 juin 1957, Greg Bell se rapproche une nouvelle fois du record d'Owens en réalisant 8,10 m lors des championnats universitaires d'Austin, au Texas. Invaincu tout au long de l'année 1957, il est contraint de mettre un terme à sa saison en raison d'une blessure au mollet. En 1958, il remporte son second titre de champion national avant d'établir une nouvelle fois la marque de 8,00 m. Le 18 juillet 1959, lors de la première rencontre d'athlétisme entre les États-Unis et l'URSS, Bell remporte son duel en devançant le soviétique Igor Ter-Ovanessian de 24 cm. Il s'adjuge la même année la médaille d'argent des Jeux panaméricains de Chicago, derrière son compatriote Bo Roberson.
Blessé à la jambe en début d'année 1960, il ne peut participer aux sélections américaines pour les Jeux olympiques de Rome. Démotivé, il décide de mettre un terme à sa carrière d'athlète.

## Palmarès
- Jeux olympiques d'été de 1956 à Melbourne :
  -  Médaille d'or au saut en longueur
- Jeux panaméricains 1959 à Chicago :
  -  Médaille d'argent au saut en longueur